# Teemu Salo
Teemu Salo (ur. 11 lutego 1974 w Hyvinkää) – fiński curler, srebrny medalista olimpijski z Turynu 2006.
Curling uprawia od 1989. Reprezentował Finlandię na arenie międzynarodowej 15 razy.
Podczas Mistrzostw Świata 2003 Finowie zakwalifikowali się do fazy finałowej. Przegrali mecz o 3. miejsce przeciwko Norwegii (Pål Trulsen) 7:9.
Najlepszym sezonem w karierze Teemu Salo był sezon 2005/2006. Na początku wystąpił na drugiej pozycji na Mistrzostwach Europy Mikstów. Reprezentanci Finlandii wygrali rozgrywki w swojej podgrupie, w ćwierćfinale pokonali 7:4 Rosjan (Aleksander Kirikow), dotarli do finału wygrywając nad Niemcami (Rainer Schöpp) 5:3. O pierwszy tytuł mistrzów Europy mikstów Finowie zmierzyli się ze Szwedami (Niklas Edin), zwyciężyli nad swoimi zachodnimi sąsiadami 6:4.
Grudniowe ME 2005 Finowie zakończyli na odległym, 8. miejscu, dodatkowo musieli walczyć o awans na mistrzostwa świata. Drużyna Markku Uusipaavalniemiego stanowiła reprezentację kraju na Zimowe Igrzyska Olimpijskie 2006. W Turynie dość nieoczekiwanie fiński zespół zajął pierwsze miejsce w rundzie grupowej. W meczu półfinałowym pokonał on 4:3 Wielką Brytanię (David Murdoch), ostatecznie Finowie zdobyli srebrne medale, w finale przegrali 4:10 na rzecz Kanadyjczyków (Brad Gushue).
W późniejszych występach zespoły Teemu Salo nie odniosły większych sukcesów.

## Drużyna
|                          | Czwarty                | Trzeci          | Drugi           | Otwierający     |
| ------------------------ | ---------------------- | --------------- | --------------- | --------------- |
| 2010/2011                | Kalle Kiiskinen        | Perttu Piilo    | Teemu Salo      | Paavo Kuosmanen |
| MŚ 2009                  | Kalle Kiiskinen        | Teemu Salo      | Jani Sullanmaa  | Jari Rouvinen   |
| 2007/2009                | Kalle Kiiskinen        | Jani Sullanmaa  | Teemu Salo      | Jari Rouvinen   |
| 2006/2007 MŚ 2006        | Markku Uusipaavalniemi | Kalle Kiiskinen | Jani Sullanmaa  | Teemu Salo      |
| ZIO 2006 ME 2005 MŚ 2004 | Markku Uusipaavalniemi | Wille Mäkelä    | Kalle Kiiskinen | Teemu Salo      |
| WCT 2003/2004            | Markku Uusipaavalniemi | Kalle Kiiskinen | Teemu Salo      | Aku Kauste      |
| ME 2003                  | Markku Uusipaavalniemi | Kalle Kiiskinen | Perttu Piilo    | Teemu Salo      |
| 2002/2003                | Markku Uusipaavalniemi | Kalle Kiiskinen | Aku Kauste      | Teemu Salo      |
| 2001/2002                | Markku Uusipaavalniemi | Wille Mäkelä    | Kalle Kiiskinen | Teemu Salo      |
| 1994/1995                | Perttu Piilo           | Teemu Salo      | Kalle Kiiskinen | Paavo Kuosmanen |